# Unna-Muddus
Unna-Muddus är en sjö i Gällivare kommun i Lappland och ingår i Luleälvens huvudavrinningsområde. Sjön har en area på 0,553 kvadratkilometer och ligger 427,1 meter över havet. Unna-Muddus ligger i Muddus Natura 2000-område.

## Delavrinningsområde
Unna-Muddus ingår i det delavrinningsområde (744458-169142) som SMHI kallar för Utloppet av Unna-Muddus. Medelhöjden är 429 meter över havet och ytan är 2,27 kvadratkilometer. Det finns inga avrinningsområden uppströms utan avrinningsområdet är högsta punkten. Vattendraget som avvattnar avrinningsområdet har biflödesordning 3, vilket innebär att vattnet flödar genom totalt 3 vattendrag innan det når havet efter 220 kilometer. Avrinningsområdet består mestadels av skog (11 procent) och sankmarker (65 procent). Avrinningsområdet har 0,55 kvadratkilometer vattenytor vilket ger det en sjöprocent på 24,4 procent.